# Музей погибших самолётов
Музей погибших самолётов — частный музей самолётов, потерпевших авиационные катастрофы в годы Второй мировой войны, располагается в селе Хоросно (Львовская область, Украина). Рядом находится автодорога E471/М 06.

## Создание
Музей создал львовский исследователь и путешественник, ІТ-специалист Андрей Рыштун совместно с другими членами исследовательской группы, исследующей с использованием металлодетекторов места авиационных катастроф военных самолётов на территории Западной Украины, а также соответствующие сведения в архивах.
О поиске самолётов Андрей Рыштун говорит следующее:

«Поиск любого самолёта начинается с того, что кто-то сообщает о нём, какие-либо детали. Потому что даже если площадь поиска — километр на километр, можно искать весь день и ничего так и не найти. А местные жители во время, например, сбора грибов или ягод обнаруживают какие-то обломки. Они уже также ориентируются, что если это алюминий, значит это, вероятнее всего, место авиакатастрофы»
Оригинальный текст (укр.)"Пошук будь-якого літака розпочинається з того, що хтось повідомляє про нього, якісь деталі. Бо навіть якщо площа пошуку – кілометр на кілометр, можна шукати увесь день і нічого так і не знайти. А місцеві мешканці під час, наприклад, збирання грибів чи ягід виявляють якісь уламки. Вони вже також орієнтуються, що коли це алюміній, значить це, найімовірніше, місце авіатрощі."
— 
Музей создан по результатам обследования около 38 мест падения самолётов в 1939—1945 годах на территории Волынской, Закарпатской, Ивано-Франковской, Львовской, Ровенской, Тернопольской областей. Первый из самолётов был обнаружен в 2015 году. Музей был открыт 1 ноября 2020 года.
Первым экспонатом был найденный у горы Яйко-Илемске (Ивано-Франковская область) немецкий бомбардировщик Junkers Ju 88. Возле Буковеля был найден Junkers Ju 52, а у Долины — Heinkel He 111.
По словам основателя музея, поиск самолётов — это квест, поскольку по маленьким деталям необходимо установить борт, номер самолёта, по возможности — идентифицировать его. Также исследователи пытаются идентифицировать членов экипажа. Если это немецкий самолёт, то связываются с немцами, обмениваются данными жетона и экипажа и его маршрута.
Также исследователи устанавливают обстоятельства падения самолётов, их причины нахождения в соответствующем районе. На местах обнаружения остатков самолётов исследователи оставляют памятные таблички о погибших членах экипажа, которые были идентифицированы.

## Экспозиция
Экспозиция музея содержит 12 стендов с информацией о найденных 12 самолётах таких моделей: Junkers Ju 52, Junkers Ju 88, Heinkel He 111, Focke-Wulf Fw 190, МиГ-3, Ил-2, АНТ-40, ДБ-3, PZL.23 Karaś, Bell P-39 Airacobra, Douglas A-20 Havoc.
Стенды демонстрируют всю имеющуюся информацию о процессе поиска, найденные самолёты с их частями и другими находками.
Среди экспонатов есть подаренные двигатели самолёта Junkers Ju 52, кислородный баллон, элементы парашютной системы, втулка от винта, хвост от авиабомбы, оборудование и части фюзеляжа различных систем самолётов.
Экспозиция музея пополняется также деталями самолётов, найденных другими людьми. Так, было отправлено шасси от румынского самолёта IAR 80 , найденного в море.
В музее есть также остатки самолёта Douglas A-20 Havoc (Бостон-20), который в 1945 году возле Львова, между сёлами Якторов и Словита сбили воины Украинской повстанческой армии с помощью пулемёта MG-42, когда тот летел по маршруту из Москвы в Берлин.
У помещения музея установлена созданная львовскими художниками модель самолёта весом 80 кг и размахом крыльев 2,1 м, составленная из найденных частей 12 самолётов: Junkers Ju 52, Junkers Ju 88, Heinkel He 111, Focke-Wulf Fw 190, Миг-3, Ил-2, Сб, Дб-3а, PZL.23 Karas, Bell P-39 Airacobra, Douglas A-20 Havoc, Як-9, Ил-4.